# Лазерна абляція
Ла́зерна абля́ція (англ. laser ablation) — метод видалення речовини з поверхні лазерним імпульсом.
При низькій потужності лазера речовина випаровується або сублімується у вигляді вільних молекул, атомів та іонів, тобто над опромінюваною поверхнею утворюється слабка плазма, звичайно у цьому випадку темна, що не світиться (цей режим часто називається лазерною десорбцією). При густині потужності лазерного імпульсу, що перевищує поріг режиму абляції, відбувається мікровибух із утворенням кратера на поверхні зразка і плазми, що світиться, разом з твердими і рідкими частками (аерозолю), що розлітаються.
Режим лазерної абляції іноді також називається лазерною іскрою (за аналогією з традиційною електричною іскрою в аналітичній спектрометрії).